# I'd Like To
I'd Like To è un brano musicale della cantautrice britannica Corinne Bailey Rae, estratto come quarto singolo dall'album Corinne Bailey Rae, album di esordio della cantante.

## Tracce
- Red Vinyl - 7" Single Capitol 3844137 (EMI) [eu] / EAN 0094638441373

1. I'd Like To (Weekender Mix)
2. I Won't Let You Lie To Yourself

## Classifiche
| Classifica (2007) | Posizione più alta |
| ----------------- | ------------------ |
| Paesi Bassi       | 100                |
| Messico           | 86                 |
| Regno Unito       | 79                 |